# 特迪埃
特迪埃（法語：Tédjé），是馬里的城鎮，位於該國中部，由莫普提區的杜安扎省負責管轄，面積161平方公里，海拔高度610米，2009年人口9,681，人口密度每平方公里60.13人。